# 茨城交通
茨城交通株式會社（日语：／ Ibaraki Kōtsū */?）設置於日本茨城縣水戶市，主要從事公共巴士、旅遊巴士服務，以及經營旅遊業和不動產的公司。簡稱茨交（いばこう）。雖然茨城交通於2009年根據民事再生手續進行了新舊分離，但本條目將同名的新舊公司視為有連續性的整體來介紹。「茨城交通」同為註冊商標。

## 歷史

### 合併前的鐵路公司
茨城交通在成立時，參與合併的鐵路公司在為下列的三間。
水濱電車（すいひんでんしゃ）
於1921年設立。以經營電氣軌道及供電事業作為目標。後於1922年開業，正式開始了供電及電氣軌道（濱田至磯濱）事業。軌道在不斷地慢慢延長，到合併時袴塚至湊（後來大洗至湊這段在1938年6月後停運）這段經已開業。電力事業在1942年因配電統制令而轉讓給關東配電。茨城交通成立後改為水濱線，不過在1966年卻被廢線。
茨城鐵道（いばらきてつどう）
於1923年設立。在1926年至1927年期間，已開業的鐵路線由赤塚至御前山。茨城交通成立後改為茨城線，於1971年廢線。通稱為「茨鐵（いばてつ）」。
湊鐵道（みなとてつどう）
於1907年設立。在1913年至1928年期間，已開業的鐵路線由勝田至阿字浦。茨城交通成立後改為湊線，後於2008年子公司化，成為常陸那珂海濱鐵道（佔49%股權，餘下為常陸那珂市所有）。到了現在常陸那珂海濱鐵道湊線仍然被俗稱為「湊鐵道」「湊鐵道線」。

### 舊公司成立
戰時體制下因陸運統制令而進行交通整合，於第二次世界大戰期間的1944年8月1日，在完成整合茨城縣內交通事業者後正式成立。
整合是以使用固有設備作出資的水濱電車及其系列下的茨城鐵道、湊鐵道及袋田温泉自動車作為主體，同時也收購了包括個人經營在內的中小巴士事業者，更接收原屬日立電鐵及東武鐵道的巴士路線。
水濱電車是由當地的豪商竹內權兵衛創設。竹內亦有參與常北地區各間鐵路公司的經營，除了上述以外，竹內也跟日立電鐵的前身常北電氣鐵道有很深的關係。在整合實施初期，茨城縣下分為常總地區、鹿行（ろっこう）地區及常北地區3個部分，常北地區雖然只準備將竹內系的企業作整合，但因常北電氣鉄道於1941年編入了日立製作所的系列下而離開竹內的控制，常北地區再被分為水戸地區及日立地區，結果實際上整合後的體制為分為4個部分。

### 民事再生手續
之後，竹内家代代繼任社長，除了公共交通以外也開始涉足多項事業，不過在1990年代後，本業的鐵路及巴士的使用者減少，以及住宅地開發等不動產有關事業失敗的各種問題，令到經營狀態惡化
。為此，在一直往來金融機構的支援下對無利可圖的部門進行重組，而金融機構方面也放棄了對貸款的債權嘗試讓其重整，最後在沒有好轉的情況下只好放棄自力重建，於2008年11月11日，在水戶地方裁判所申請進行民事再生法，於同日水戶地裁下達了監督命令。
於2008年11月19日，決定了再生手續開始後，在司法的監督下開始重組。在經營共創基盤的支援下在翌年2009年3月27日設立了新公司，並在7月1日繼承了舊公司的事業（新舊分離）。此外連集團內其他公司的經營團隊亦為之一新，由此從創業開始關係就很深竹內家退出了經營的第一線。分割出來的舊公司改名為Ai管理（アイ管理）並負責債權的管理及整理。
新公司成立後，新設了前往仙台、名古屋的高速巴士路線，社員從約600增加至約800人，平均年収亦增加了24%左右。而在近郊地域與水戶市內連結路線的車費最多下調近4成，為針對高中生的需要以開拓客源，成功地取得不俗的效果。當初在2010年只不過是試験性質實行。

## 巴士事業

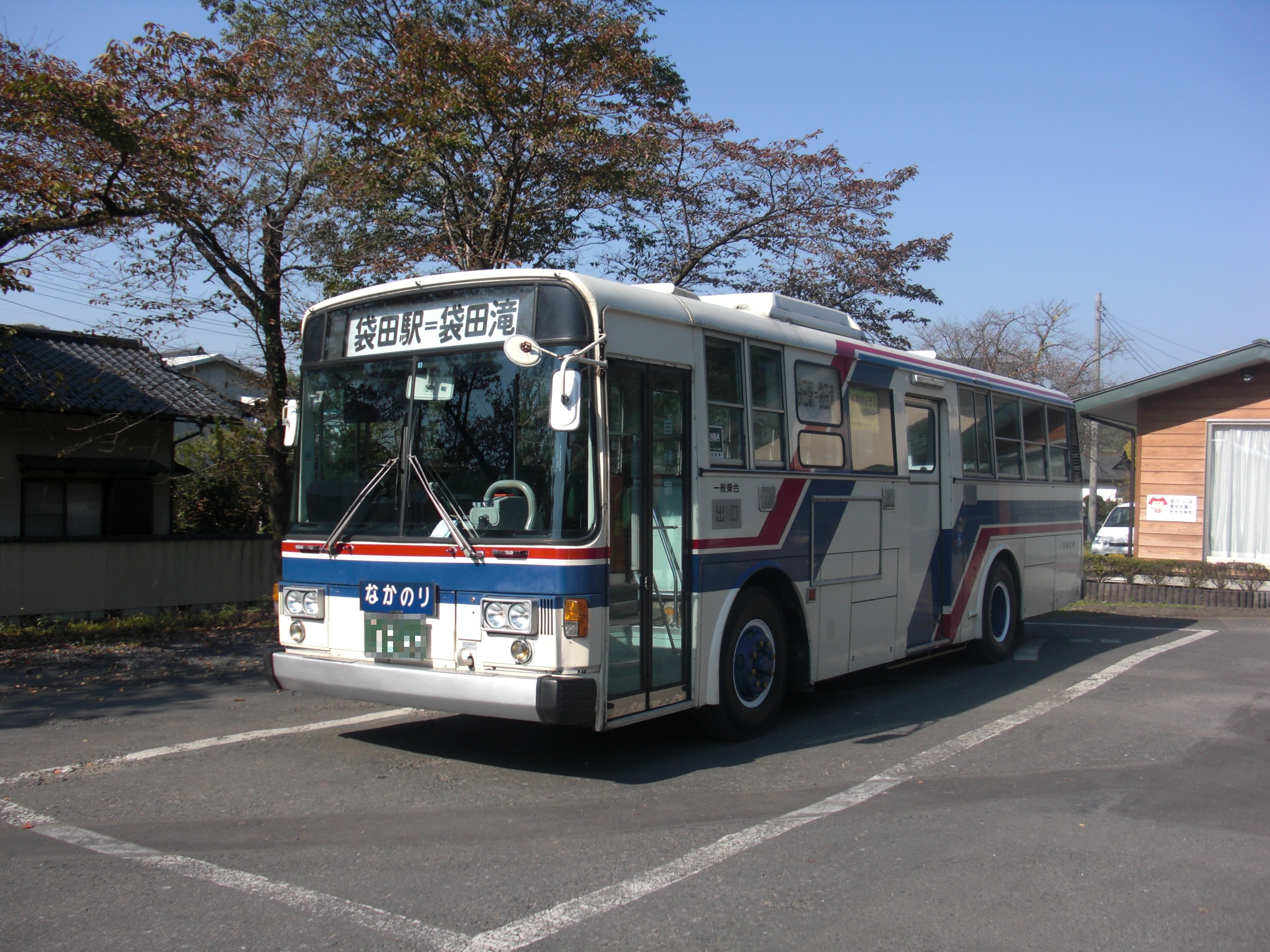
行走袋田車站至瀧本之間的巴士，肩負著運送觀光客到袋田瀑布的任務。

除了以水戶市為中心，為縣央（笠間市、東茨城郡大洗町、城里町、茨城町）、縣北（那珂市、常陸那珂市、常陸太田市、常陸大宮市、久慈郡大子町、那珂郡東海村、日立市）及栃木縣芳賀郡茂木町提供普通路線巴士外，也有7條從縣央、縣北地域出發，來往縣內外的高速巴士、機場巴士路線在運行。
巴士線路的沿線內，除了包括縣都水戶、工業都市勝田外，更有偕樂園、大洗海岸、大洗水族館、國營常陸海濱公園、笠間、袋田瀑布等受歡迎的觀光地。另外，在營業範圍內舉行如水戶梅祭、笠間陶炎祭、ROCK IN JAPAN FESTIVAL及水戶蜀葵主場球賽等著名的大型活動，均肩負著運送大量乘客的任務。
在茨城縣內的路線規模僅次於關東鐵道，而在水戶都市圈中為最大。就算是日間，在水戶市中心內很多巴士班次的間隔十分頻密僅為1分鐘左右，不過在周邊地方與其他市町村亦有不少班次相當疏落的路線。在鹿行地域，因水濱電車旗下鹿島軌道的關係仍擁有普通巴士路線，但在2009年暫停了鉾田線（系統51）的營運，不過後於2015年12月14日重開了大洗車站至新鉾田車站的路線，而重返了鹿行地域。
於1992年10月，由於希望將經營合理化，所以將大子營業所子公司化，成為茨交縣北巴士，但在2010年2月，整個集團進行重編及再分割的關係，巴士及旅行事業部門整合到茨城交通內，的士事業則交給了旗下的茨城Auto，而茨交縣北巴士則執行清盤。另外，於2010年6月1日，茨城Auto的巴士事業合併到茨城交通。

### 營業所
- 茨大前營業所（日语：茨城交通茨大前営業所）
- 濱田營業所（日语：茨城交通浜田営業所）
- 笠間營業所（日语：茨城交通笠間営業所）
- 勝田營業所（日语：茨城交通勝田営業所）
- 那珂湊營業所（日语：茨城交通那珂湊営業所）
- 太田營業所（日语：茨城交通太田営業所）
- 大宮營業所（日语：茨城交通大宮営業所）
- 大子營業所（日语：茨城交通大子営業所）（於2010年2月，茨交縣北巴士重新併入茨城交通）
- 鯉渕營業所（日语：茨城交通鯉渕営業所）（於2010年6月，從茨城Auto接收）
- 茨城機場營業所（日语：茨城交通茨城空港営業所）（在2016年4月19日竣工）
- 北茨城出張所

### 車庫（夜間停泊車庫）
- 櫻川車庫（茨大前営業所・鯉渕營業所）
- 石塚車庫（茨大前營業所）
- 野口車庫（濱田營業所）
- 御前山車庫（濱田營業所）
- 渡里哥爾夫球中心車庫（茨大前營業所－旅遊巴士及特別支援學校特定車）
- 増井車庫（太田営業所）
- 小中車庫（太田営業所）

### 已廢止的營業所
- 鉾田營業所（雖然改成出張所，但後於2009年9月因巴士路線取消事業所也一併廢止）
- 東海營業所
- 石塚營業所（現在為車庫）
- 大洗營業所

### 普通巴士路線
各路線的詳細資料請參考營業所部分。

### 已取消路線
1976年（昭和51年）後的主要路線
- 4及44 銀杏坂 - NHK前（日语：NHK水戶放送局） -茨城高校（日语：茨城中学校・高等学校）入口（路線改為途經南町及大工町）
- 6 茨大營業所 - 榮町 - 水戶車站 - 枝川 - 御賣市場 - 柳河小 - 前田 - 榮町 - 水戶車站
- 7 阿字浦車站 - 平磯中學校下 - 那珂湊車站 - 鹽崎 - 日赤（日语：水戸赤十字病院）入口 - 水戶車站 - 自由之丘 - 國立病院（日语：国立病院機構水戸医療センター）前[11] - 茨大營業所
- 9 下市循環（現在該路線已作更改，成為車站南、本町、城東線的編號）
- 13 茨大營業所 - 新原三差路 - 水戶車站 - 三高（日语：茨城県立水戸第三高等学校）下 - 吉沼 - 金上車站 - 勝田車站 - 勝田營業所
- 14 勝田車站 - 日製病院前 - 富士山 - 東中根 - 薬師台 - 勝田車站（後來重新使用在藥師台循環線）
- 15 勝田車站 - 藥師台 - 東中根 - 富士山 -  日製病院（日语：ひたちなか総合病院）前 - 勝田車站
- 18 茨大前營業所 - 袴塚 - 曙町 - 新原三差路 - 赤塚車站南口 - 緣岡高校（日语：茨城県立緑岡高等学校）
- 26 船渡 - 細谷本郷 - 城東 - 水戶車站（有部分途經大杉山、弘道館）-東武館 - 二高（日语：茨城県立水戸第二高等学校）裏 - 氣象台前 - 金町 - 千歲宿
- 33 茨大營業所 - 縣廳（日语：茨城県庁舎）前（有部分途經水戶車站）- 勝田車站 - 金上車站 - 東中根 - 半四郎 - 橫並木入口 - 舊道村松 - 東海車站
- 34 茨大營業所 - 水戶車站 - 勝田車站 - 須和間 - 東海車站（34系統的編號轉用到行走在水戶至勝田之間的分段上繼續使用）
- 36 水戶車站-市毛十文字 - 二軒茶屋 - 石名坂 - 舊道、多賀車站入口 - 日立車站中央口
  - （該路線與日立電鐵（日语：日立電鉄）（現日立電鐵交通服務（日语：日立電鉄交通サービス））共同營運，可使用對方的回數乘車券）
- 37 茨大營業所 - 水戶車站 - 二軒茶屋 - 東海車站 - 原研前 - 日立港（日语：日立港）
- 38 茨大營業所 - 水戶車站 - 二軒茶屋 - 大橋車站（日语：大橋駅 (茨城県)）前 - 久慈浜本町十文字
- 42 水戶車站 - 大工町 - 茨大前 - 濟生會病院（日语：水戸済生会総合病院）入口 - 開江 - 森林公園西口 - 小松 - 石塚車庫（部分被取消）
- 44 Daily Store濱田店 - 本町 - 車站南口 - 水戶車站前 - 五軒町 - 國田 - 田崎 - 下江戶 - 石塚車庫
- 46 濱田營業所 - 水戶車站 - 石塚車庫 - 野口 - 長倉 - 油河内
- 47 濱田營業所 - 水戶車站 - 石塚車庫 - 野口 - 上伊勢畑（現使用在別路線）
- 51 茨大前營業所 - 榮町 - 水戶車站 - 竹隈町 - 鹽崎 - 大洗高校（日语：茨城県立大洗高等学校） - 鉾田車站（日语：鉾田駅）（於2009年9月被取消）
- 51 茨大前營業所 - 榮町 - 水戶車站 - 竹隈町 - 鹽崎 - 大貫 - 鉾田車站（於2009年9月被取消）
- 52 茨大營業所 - 水戶車站 - 竹隈町 - 大貫 - 瀧濱新田 - 大竹（現使用在別的路線）
- 54 水戶車站 - 市役所 - 酒門 - 青雲台 - 濱田營業所
- 60 浜田營業所 - 竹隈町 - 水戶車站 - 五台 - 上菅谷 - 太田馬場 - 增井車庫
- 72 水戶内原SC - 谷津 - 小松 - 石塚車庫
- 水戶車站 - 赤塚車站 - 杉崎十文字 - 才木 - 大和田 - 笠間車站（繼承自東武巴士的路線）
- 水戶車站 - 赤塚車站 - 上中妻小前 - 飯島（繼承自東武的路線）
- 上水戶入口 - 上水戶 - 國立病院前
- 水戶車站 - 市民游泳池入口 - 常陸青柳車站 - 青柳宿 - 柳河小前
- 茨大營業所 - 堀十文字 - 南高野下 - 赤塚車站
- 水戶車站南口 - 櫻山 - 赤塚車站南口
- 水戶車站 - 谷田町 - 西大野 - 東大野 - 吉沼 - 濱田營業所 - 水戶車站
- 鉾田車站 - 瀧濱新田 - 大竹
- 鉾田車站 - 瀧濱新田 - 冷水 - 子生弁天 - 旭中前
- 大洗原研 - 那珂湊車站 - 阿字浦 - 半四郎 - 原研前
- 那珂湊車站 - 鹽崎 - 下入野 - 大洗高校 - 舟渡 - 大貫海岸 - 大洗海岸（日语：大洗海岸）
- 那珂湊車站 - 鹽崎 - 下入野 - 涸沼 - 明光中學校
- 那珂湊車站  - 十三奉行十文字 - 部田野 - 田宮原 - 那珂湊車站
- 那珂湊車站  - 泉町 - 八幡上（路線改為途經八幡下）
- 那珂湊車站  - 大野 - 水戶車站  - 石塚 - 長倉 - 茂木車站 - 祖母井（日语：祖母井） - 宇都宮車站 - 一条町
- 那珂湊車站  - 水產加工團地 - 平磯中前 - 阿字浦車站
- 那珂湊車站  - 平磯南町 - 平磯車站- 前渡原（原十文字） - 横並木入口 - 横並木 - 佐和車站 - 稲田十文字 - 上菅谷車站
- 勝田車站  - 市役所前 - 深谷津 - 横並木 - 佐和駅 - 柏野團地
- 勝田車站 - Corona電氣 - 稲田十文字 - 柏野團地
- 勝田車站 - 金上車站 - 西中根 - 東中根 - 福祉中心
- 勝田営業所 - 勝田車站 - 水戶工場 - 駒形團地
- 勝田営業所 - 勝田車站 - 市毛十文字 - 下野 - 上菅谷駅
- 勝田營業所 - 勝田車站 - 市毛十文字 - 稲田十文字 - 上菅谷車站（入口）- 南瓜連 - 大宮車站、大宮營業所
- 勝田車站 - 市毛十文字 - 横堀 - 太田馬場
- 東海車站 - 二軒茶屋 - 笠松 - 上菅谷駅
- 東海車站 - 龜下公民館
- 太田馬場 - 太田車站 - 額田十文字 - 本米崎 - 東海車站
- 太田馬場 - 太田車站 - 土木内 - 東海車站
- 太田馬場 - 太田車站 - 河合車站 - 中野十文字
- 太田馬場 - 太田車站 - 峰中
- 山下車庫 - 太田車站 - 瑞龍 - 田渡
- 山下車庫 - 太田車站 - 瑞龍 - 長谷
- 逆久保 - 大間澤（西河内循環的一部分段）
- 小中車庫 - 家戶内（途經小中豬之鼻峠、小中〜大子的一部分段）
- 黑川入口 - 東館車站
- 東館車站 - 石原 - 下野宮
- 折橋十文字 - 八丈石
- 山下車庫 - 太田車站 - 和田 - 荻之窪
- 山下車庫 - 太田車站 - 和田 - 玉造 - 久米十文字 - 藤田十文字 - 下井戶 - 太田車站 - 太田馬場（玉造循環）※現在玉造循環線有部分路線已被更改，和田朝日屋 - 玉造十文字 - 久米十文字 - 一高前 - 太田車站的這個分段仍在營運（已經不是循環線）
- 山下車庫 - 太田車站 - 新宿 - 西山莊
- 太田馬場 - 太田車站 - 藤田十文字 - 大宮營業所
- 山下車庫 - 太田車站 - 玉造 - 高柿 - 大宮營業所
- 山下車庫 - 太田車站 - 東連寺 - 高柿 - 大宮營業所
- 上宮田代 - 西野內 - 山方宿車車站（日语：山方宿車駅）
- 大宮車站 - 山方宿車站 - 西野内 - 諸澤局前
- 大宮車站 - 山方宿車站 - 大子車站（日语：常陸大子駅）
- 大宮車站 - 若林 - 八田 - 玉川村車站
- 大宮營業所 - 大宮車站 - 釜額
- 大宮營業所 - 大宮車站 - 下岩瀬
- 大宮營業所 - 大宮車站 - 若林 - 小野 - 小場坂地 - 下江戶（小場坂地、下江戶間於2009年被取消）
- 境橋 - 油河内（境橋、大宮間仍在營運）
- 上小瀬十文字 - 大岩 - 烏山車站
- 塙 - 烏山車站
- 高部車庫 - 道場
- 石塚車庫 - 清音寺 - 吉田神社（ - 笠間車站）
- 水戶車站 - 榮町 - 飯富 - 石塚車庫 - 春園 - 下古内 - 安渡
- 笠間車站 - 笠間營業所 - 笠間高校（日语：茨城県立笠間高等学校）前 - 石井神社前 - 片庭 - 上飯 - 茂木車站
- 寺峰 - 內原車站（寺峰、笠間間的路線仍在營運）
- 內原車站 - Colony前
- 友部車站 - Colony前
- 友部車站 - 扶桑Country前
- 友部車站 - 淺見Country前
- 石塚車庫 - 小勝 - 鮎田 - 茂木車站
- 宇都宮一条町（日语：東武宇都宮駅#「オリオン通り入口」バス停）- 宇都宮車站 - 峰町 - 石井町 - 鐺山 - 氷室 - 祖母井 - 市塙 - 茂木 - 那珂川橋 - 長倉宿 - 御前山車站 - 上阿野澤 - 下阿野澤 - 阿波山 - 上圷 - 石塚 - 飯富 - 水戶車站

### 高速巴士路線

#### 來往上野車站、東京車站、新宿車站及秋葉原車站
- 水戶號（日语：常磐高速バス#みと号）（與JR巴士關東、關東鐵道聯營）
  - 水戶車站 - 上野車站、東京車站
- 常陸太田 - 上野車站、新宿車站（日语：常磐高速バス#常陸太田号）
- 大子營業所、常陸大宮 - 上野車站、東京車站、新宿車站（日语：常磐高速バス#常陸大宮線・山あげ）
- 東海（原子力機構前）、勝田、大洗 - 上野車站、東京車站（日语：常磐高速バス#勝田・東海号）
- 關東YAKIMONO Liner（日语：常磐高速バス#関東やきものライナー）（2013年4月18日開始延長至益子車站[12]）
  - 益子車站・笠間購物中心、笠間車站前 - 秋葉原車站

#### 來往成田機場及羽田機場
- 日立、勝田、水戶 - 羽田機場（與羽田京急巴士（日语：羽田京急バス）、日立電鐵交通服務（日语：日立電鉄交通サービス）聯營）
  - 日立車站、東海車站、勝田車站、水戶車站、水戶大洗IC - 羽田機場
- 日立、勝田、水戶 - 成田機場（特急玫瑰Liner號（日语：ローズライナー (成田空港線)）、千葉交通（日语：千葉交通）、日立電鐵交通服務聯營）
  - 日立車站、勝田車站、水戶 - 成田機場

#### 來往茨城機場
- 常陸太田、日立、東海、勝田、水戶 - 茨城機場
  - 常陸太田市高速巴士總站、東海車站、勝田營業所、勝田車站、水戶車站 - 茨城機場
  - 勝田營業所、勝田車站、水戶車站 - 茨城機場

#### 北關東自動車道方面
- 北關東Liner
  - 海濱公園西口／茨城交通勝田營業所、勝田車站、水戶車站、茨城大学、赤塚車站 - Inter Park（日语：インターパーク宇都宮南）、宇都宮大学、東武宇都宮車站、宇都宮車站（與關東自動車（日语：関東自動車 (栃木県)）聯營）

路線概要
到昭和後期為止，栃木縣宇都宮市與茨城縣水戶市之間，原有一條由國鐵巴士（宇都宮）營運，稱為茂木線（之後改稱為水都東線及水都西線）的公共巴士路線。在後來，茂木線（水都西線、水都東線）部分來往宇都宮至水戶的直通巴士有段時期為茨城交通所營運，但於1979年（昭和54年）該線被取消，在這30年間，再沒有直接聯繫這兩縣所在地之間的公共交通，乘搭鐵路線在小山車站轉車（東北本線（宇都宮線）及水戶線）成為最簡短的手段。另一方面，茨城県企劃部在2005年度（平成16年度）的政策調査內，報告了包括北關東3県、新潟縣及福島縣共5縣間的交流實態，指出位於中心位置的栃木縣成為了交流據点，其中栃木縣與茨城縣之間的流動為5縣中最大，並且十分倚賴汽車。於2008年（平成20年）12月，北關東自動車道的真岡交流道至櫻川筑西交流道這一段通車，從此宇都宮市及水戶市有了高速公路的連接，北關東Liner以此作為契機開始營運。茨城縣與栃木縣之間的來往很受期待，例如從宇都宮出發能前往水戶、大洗、常陸那珂等茨城縣沿岸地方作観光，而從水戶出發則可前往Inter Park宇都宮南及宇都宮市中心地段購物，另外能轉乘東北新幹線、宇都宮市內觀光及作為前往日光、那須等的中轉站，更有兩市之間商業上的各種需要。
北關東Liner的水戶至宇都宮線，於2009年（平成21年）9月17日，由茨城交通（濱田營業所）、關東鐵道及關東自動車3社聯營。
2010年（平成22年）10月1日由於更新時刻表，因此有部分巴士途經地段被更改，水戶市內改為途經茨城大學，而取消了新原三差路巴士站及自由之丘巴士站等，而宇都宮方面則為先途經宇都宮車站西口，再以東武宇都宮車站西口作為終點。
於2011年（平成23年）3月31日，關東鐵道退出營運。同年4月29日開始延伸到常陸那珂市。現在1日有6班來回班次，茨城交通負責其中3班。

#### 東北方面
- 水戸、日立 - 仙台

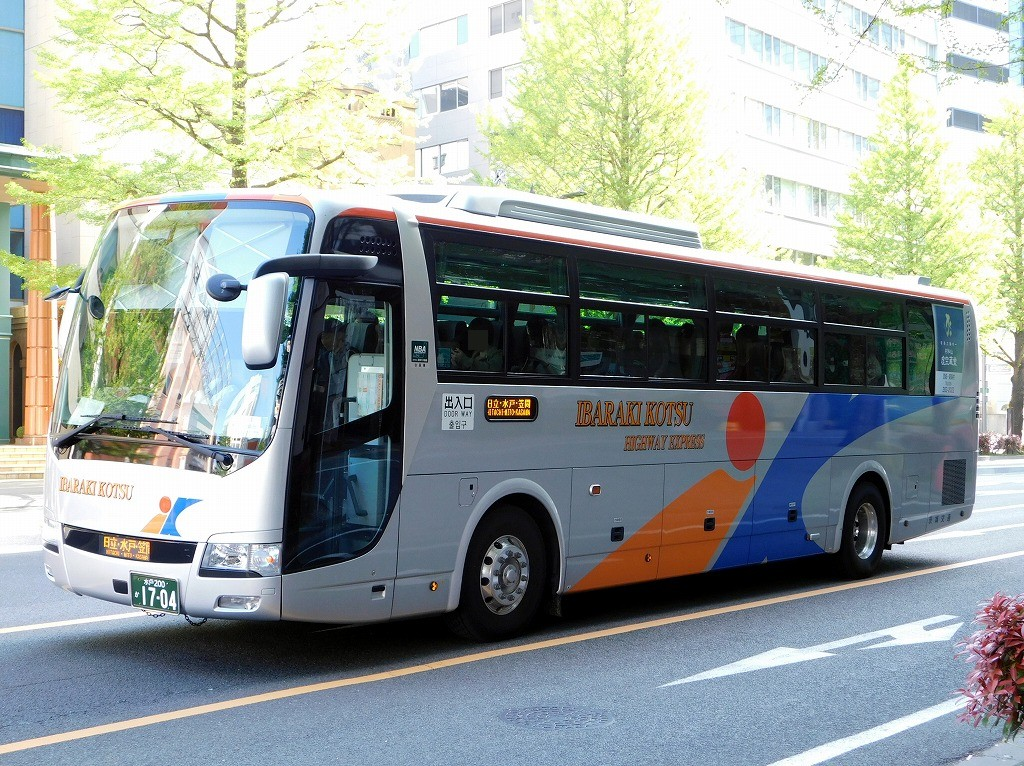
笠間、水戸、日立 - 仙台線

  - 內原車站、赤塚車站、水戶車站、勝田車站、東海車站、日立車站 - 二本松巴士站、仙台車站（日语：仙台駅バスのりば）

路線沿革
- 2013年（平成25年）7月23日 - 運行開始。由茨城交通獨營，1日2班來回班次。
- 2014年（平成26年）2月20日 - 開始在二本松巴士站停站。
- 2015年（平成27年）5月11日 - 從水戶車站南口延伸至赤塚車站北口。
- 2016年（平成28年）3月16日 - 從赤塚駅北口延伸至笠間購物中心。
- 2017年（平成29年）6月12日 - 改為來往內原車站。笠間地區內各巴士站取消。

#### 中部方面
- 日立、水戸、波 - 名古屋（2015年7月18日開業[24][25][26]）
  - 日立車站、東海車站、勝田營業所、勝田車站、水戶車站、赤塚車站、石岡巴士站（日语：石岡バスストップ）、筑波Center（日语：つくばセンター） - 名古屋車站
  - 名古屋車站乘車處（太閤通口）與日本中央巴士（日语：日本中央バス）的巴士站共用。

#### 暫停、取消及退出的高速巴士路線
- 奥久慈號（與關東鐵道聯營，於2006年5月31日取消）
  - 大子 - 守谷車站
- 勝田營業所、那珂市役所入口 - 上野車站・新宿車站新南口（於2007年3月15日取消）
- 勝田營業所、那珂湊車站 - 上野車站、東京車站（取消）
- Bay Line水戸・横濱號（日语：ベイライナー水戸・横浜号）（茨交到營運到2007年3月31日為止）
- 笠間、友部、岩間 - 上野車站・東京車站（由2007年11月1日開始暫停→2012年6月1日來往秋葉原車站的路線重開）
  - 笠間SC、笠間車站前 - 上野車站、東京車站

### 車輛
與同縣行走的關東鐵道不同，沒有使用車輛編號（使用登錄編號）。公共巴士的用車基本上是自行購買，設置有前後電閘門。而在日產柴油Spacerunner RM、日野Rainbow II、五十鈴ERGA及三菱扶桑MK等超低地台巴士新車引入之前，經常購買二手車使用，多為主要來自西武巴士及京王巴士等，從首都圏各地的營辦者或關西方面各地域購入。在2009年後購入的二手車亦配合低地台化，當中就有來自横浜市交通局的日產柴油Spacerunner JP及京成巴士的三菱扶桑Aero Star低地台巴士。而在2012年，更從尼崎市交通局購入了三菱扶桑Aero Star中摺門超低地台巴士。另外，對比公共巴士，高速巴士所購入的新車更多，包括了很少用在高速巴士，日產柴油菲律賓所製造的車輛（1999年引入）。而於2007年濱田營業所新引入3輛三菱扶桑Aero Bus高速巴士開始，改用全新的高速、觀光巴士専用塗裝（茨城交通的標誌及IBARAKIKOUTSU HIGHWAY EXPRESS字樣）。

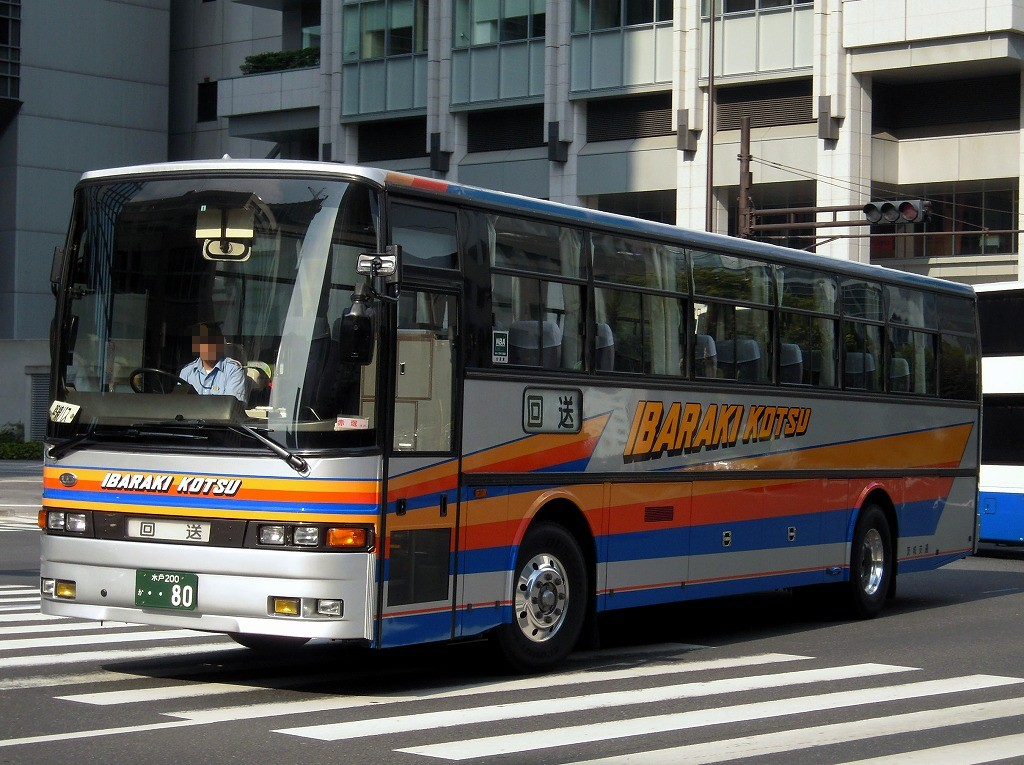
高速巴士（日產柴油菲律賓）
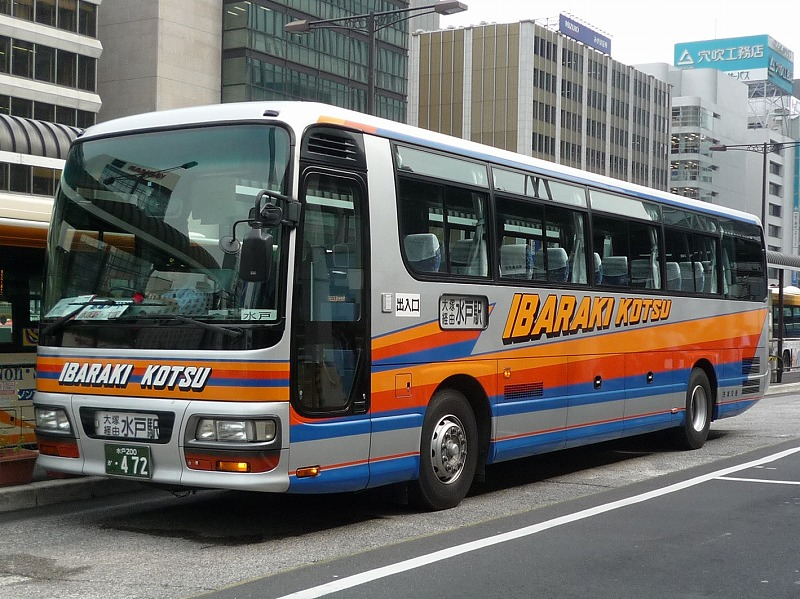
高速巴士（五十鈴Gala）
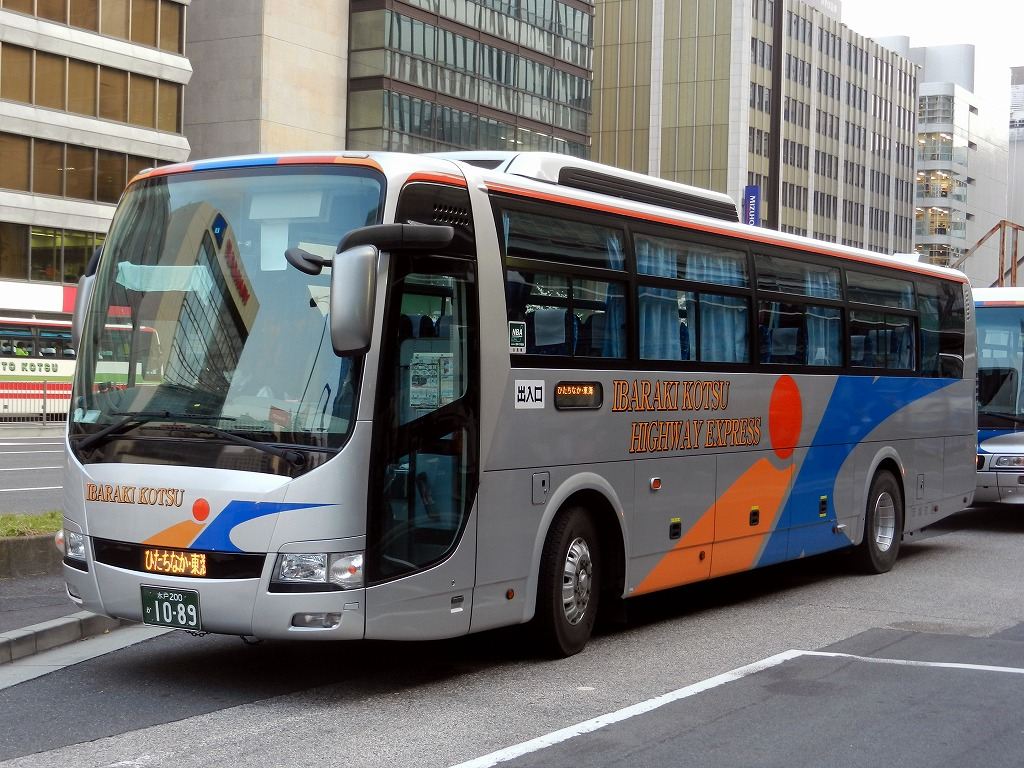
高速巴士（新塗装、三菱扶桑Aero Ace）
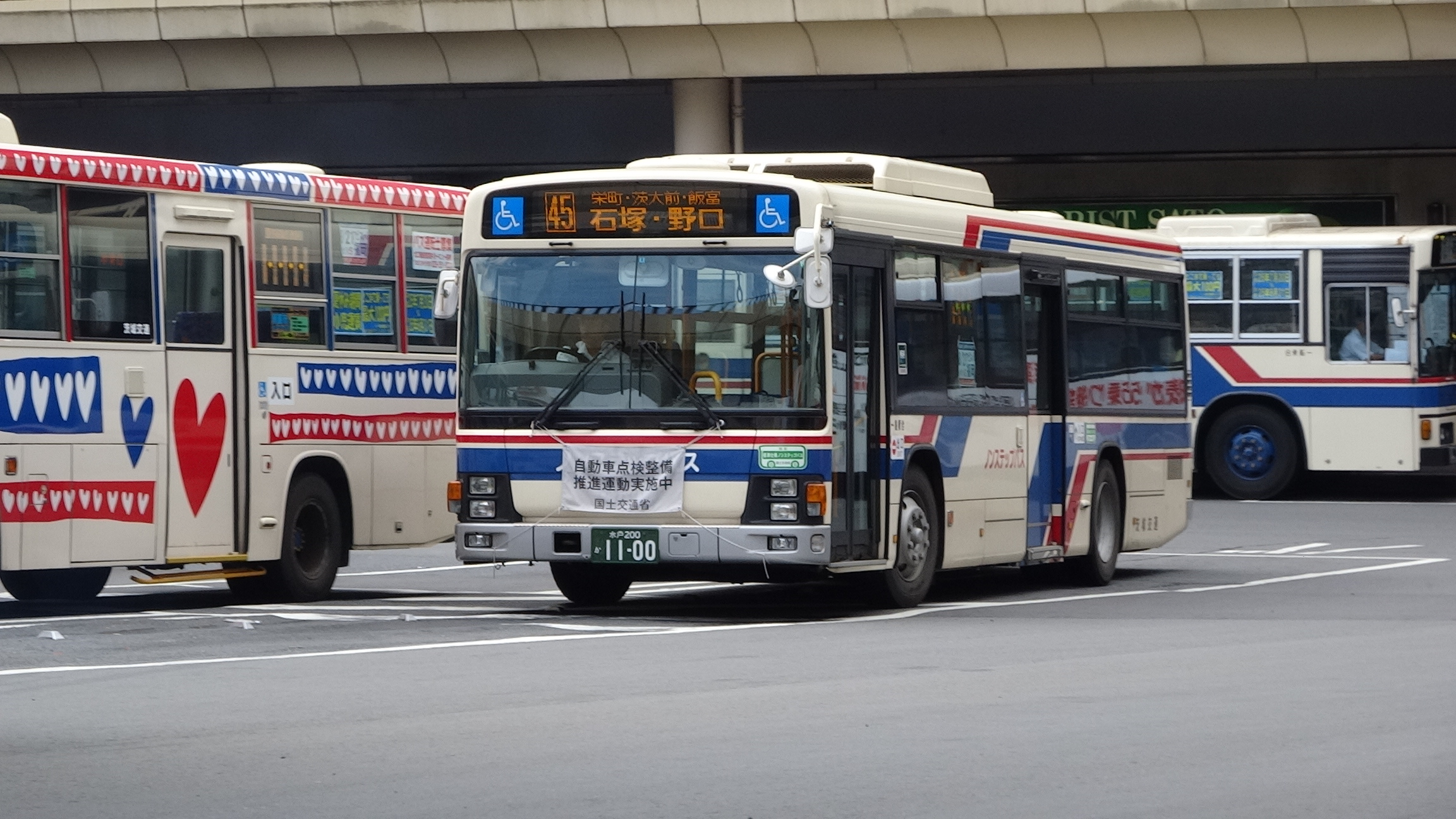
公共巴士（現行塗装、超低地台巴士）
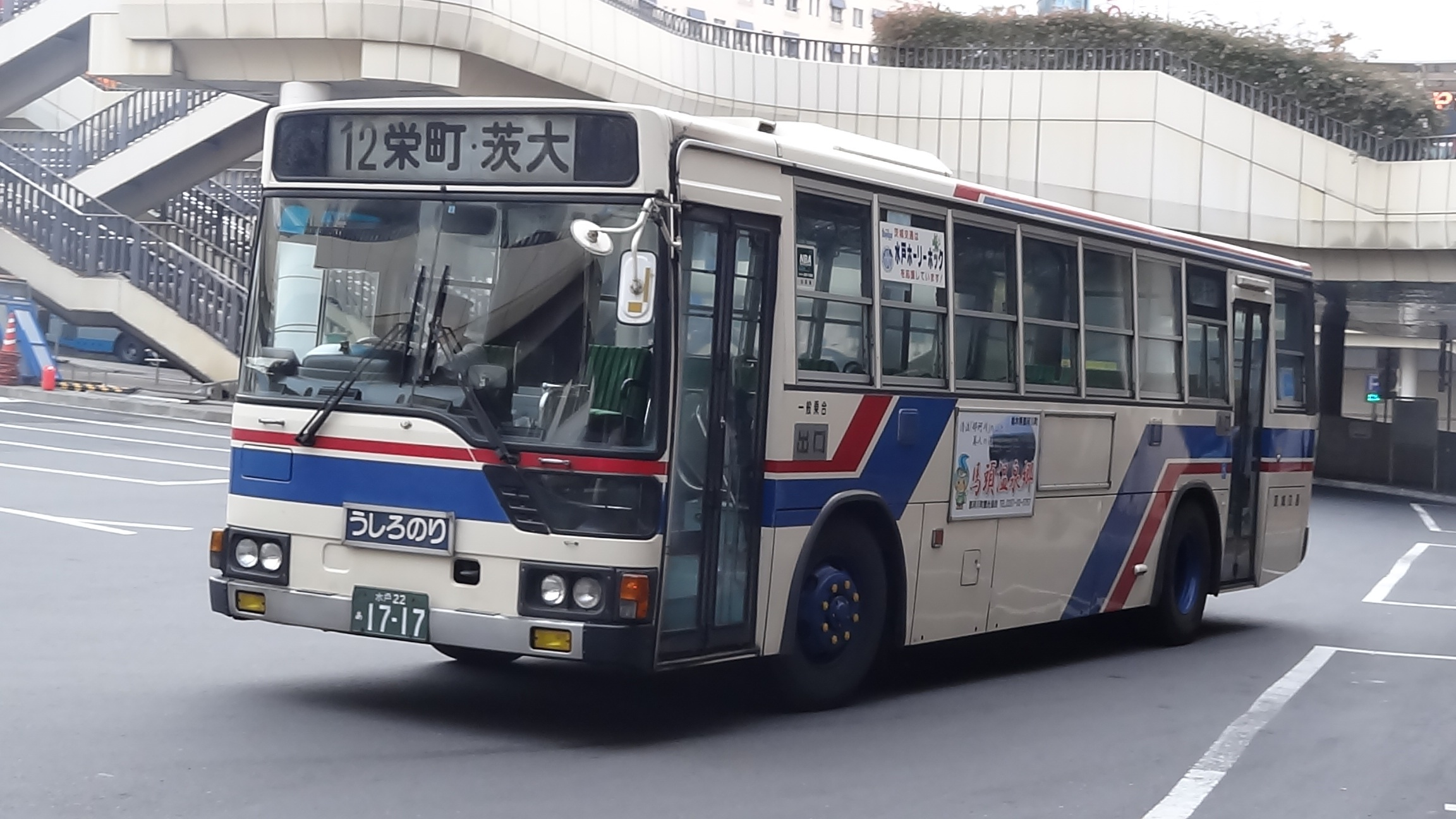
公共巴士（現行塗装、標準地台巴士）
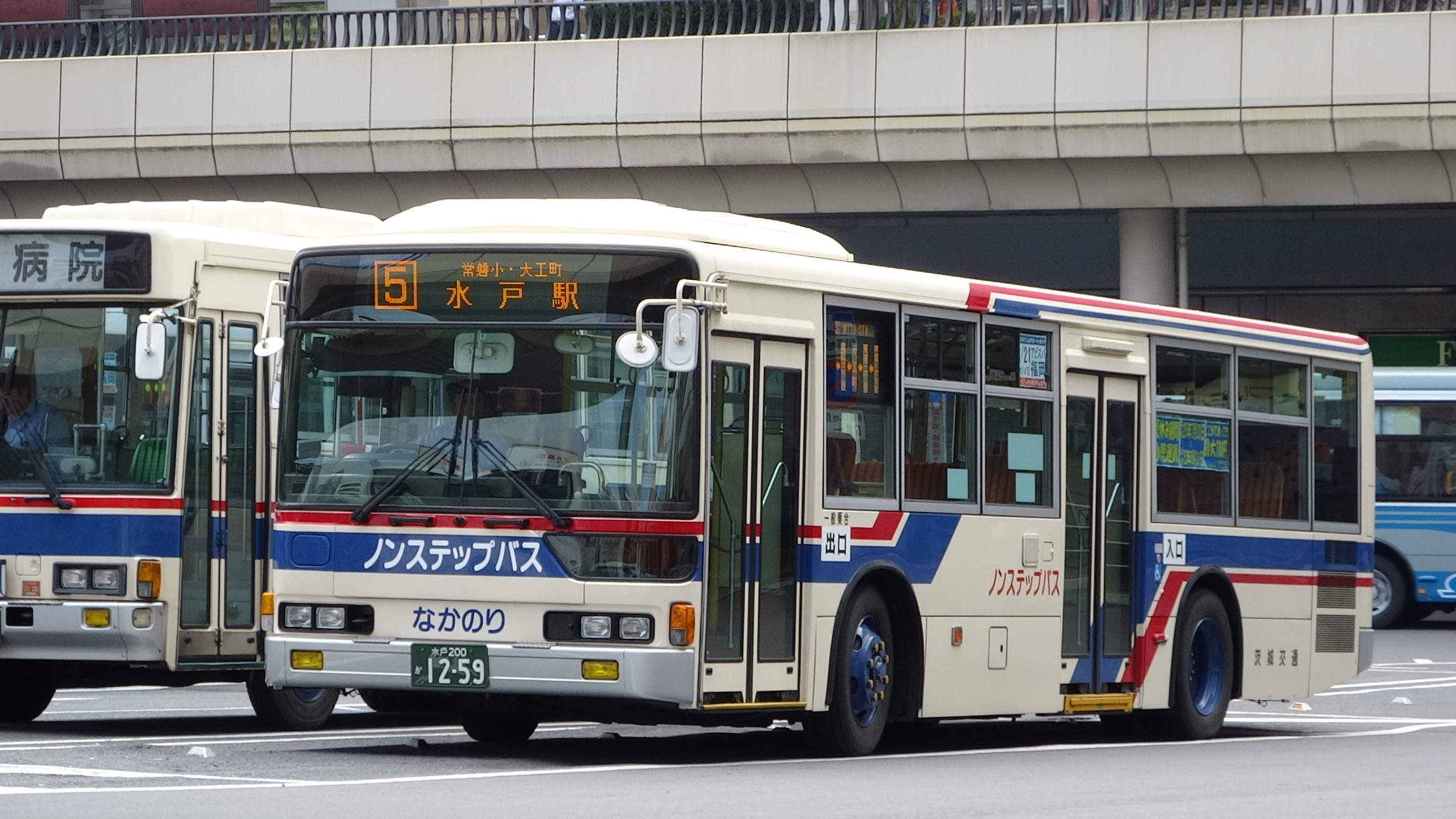
公共巴士（現行塗装、前尼崎市營超低地台巴士）
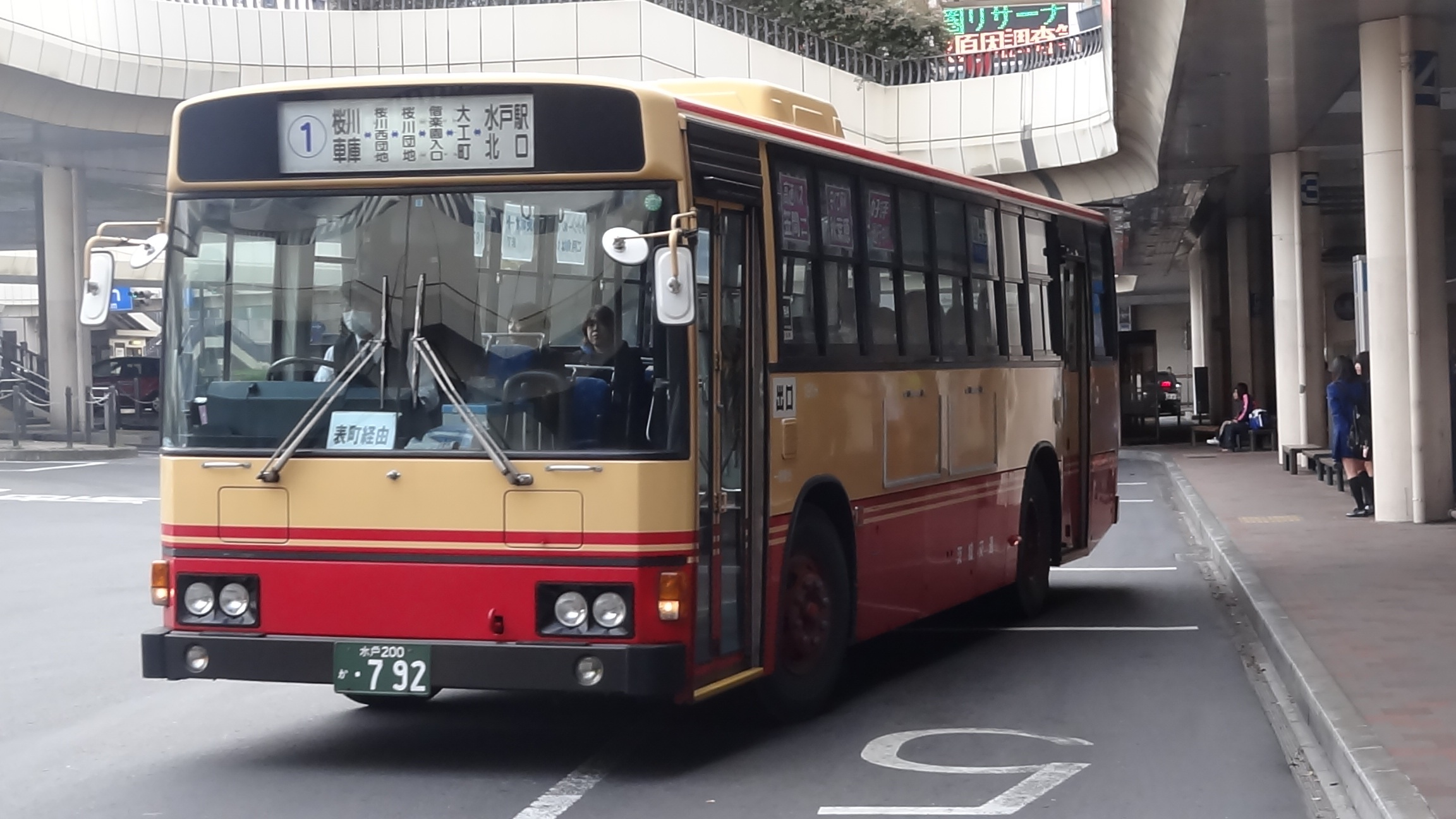
公共巴士（舊茨城Auto塗装、標準地台巴士）
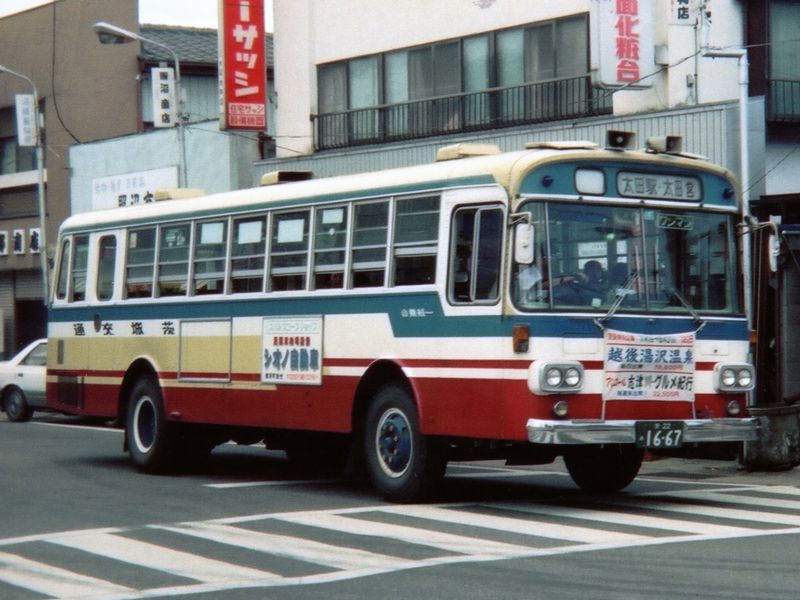
公共巴士（舊塗裝）
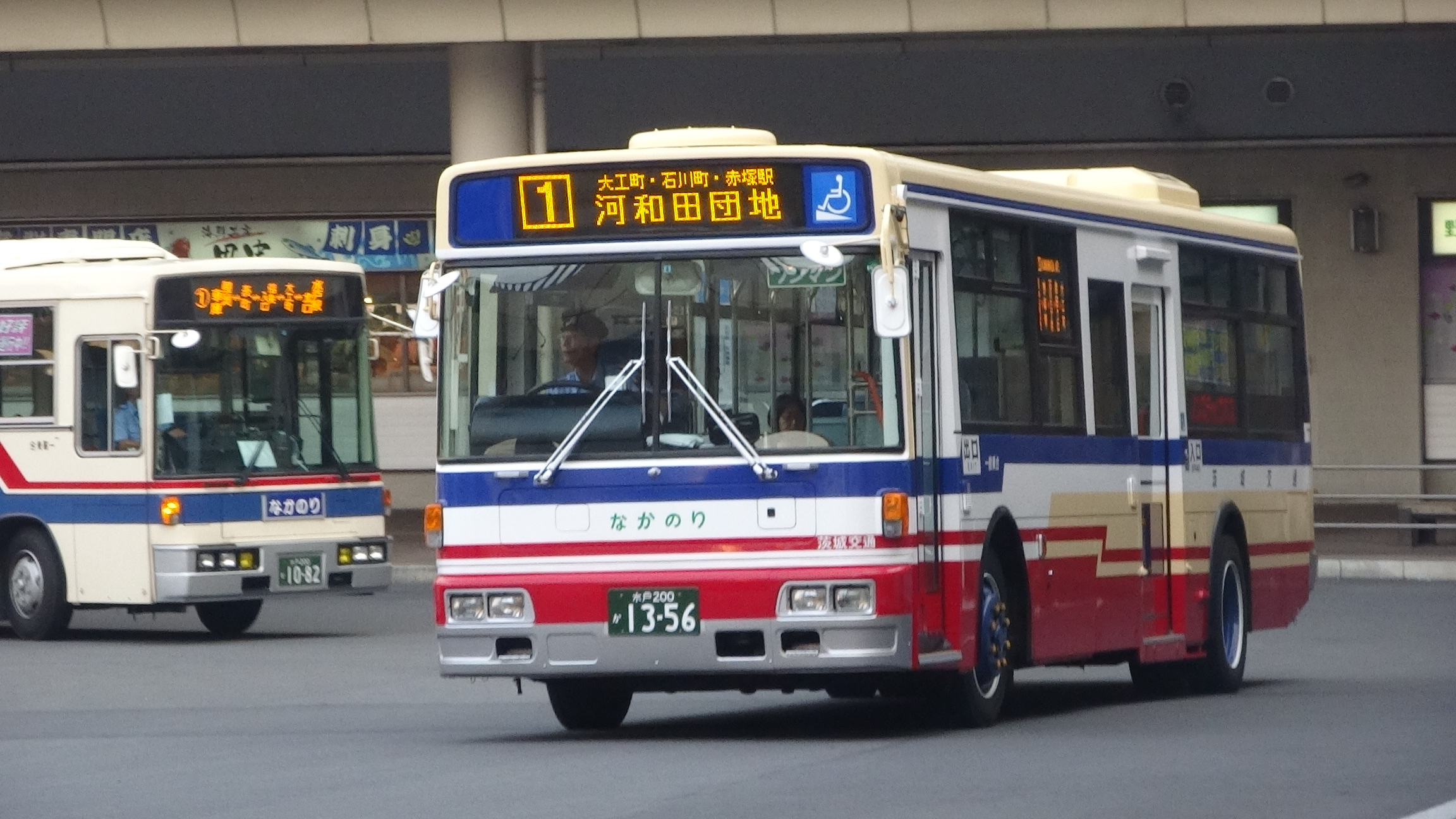
公共巴士（舊塗裝復刻車）

### 引入IC卡乘車券

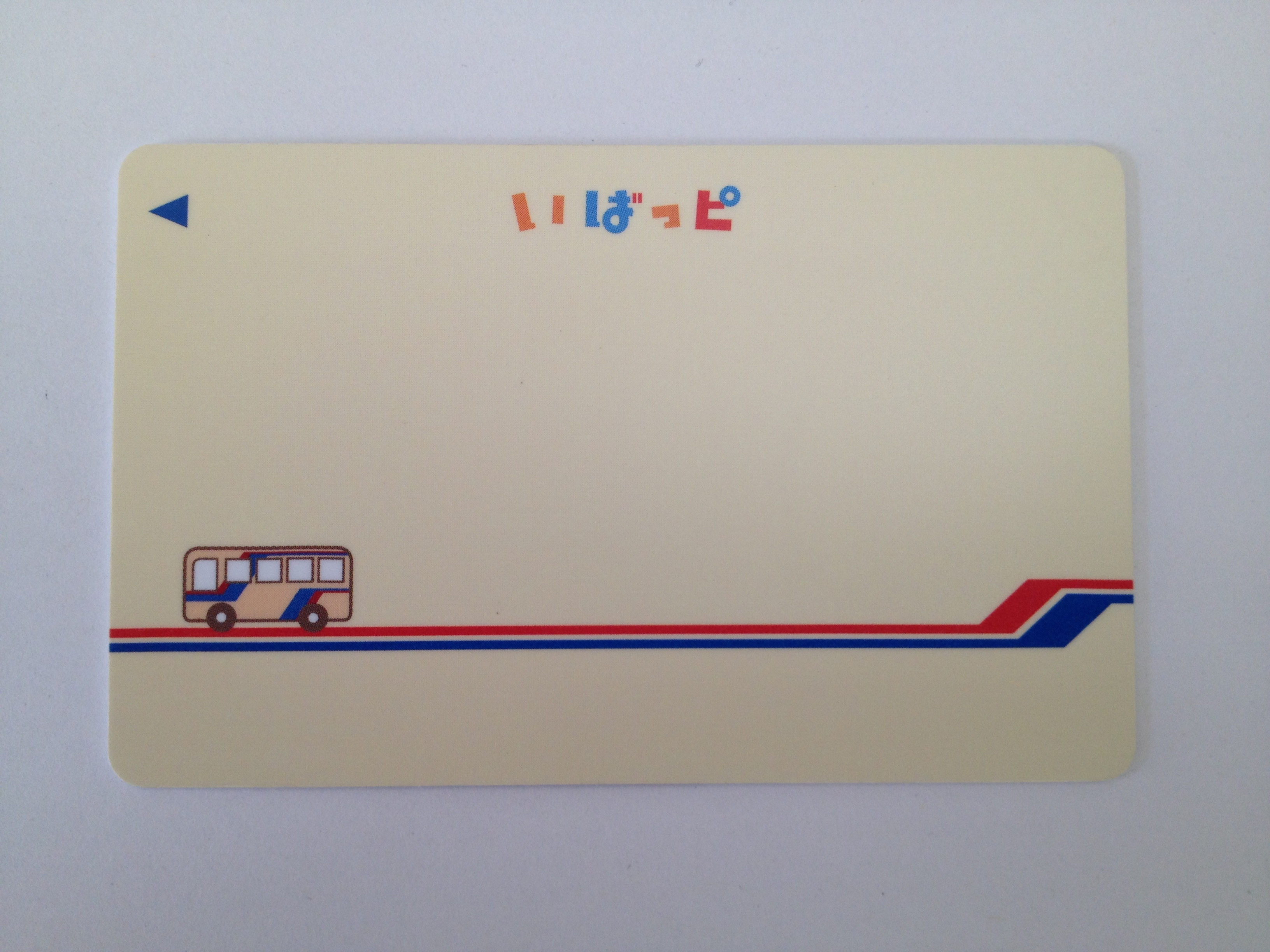
Ibappi

在2011年12月的報章報導中，展望於2013年準備引入IC卡乘車券。
其後，於2015年12月1日正式引入ICカード乗車券「Ibappi（いばっピ）」。而Ibappi定期券則在2016年2月27日開始。但不能與Suica及PASMO等IC卡互通使用。到2016年6月10日為止，已經售出達3萬張。
與此同時除了高速巴士及與其他公司的共通回数券外，茨城交通的回数券在2016年6月30日廢止（退票服務也在同年8月31日停止）。
水戶近郊的普通公共巴士，如JR巴士關東早已導入了Suica，此外關東鐵道（除了關東鐵綠巴士外）也在2015年10月開始導入PASMO。而高速巴士方面，由JR巴士關東及關東鐵道巴士負責的「水戶號」亦能夠使用Suica和PASMO等交通系IC卡，因此在服務互通的層面上只有茨城交通處於孤立狀態。另外，在常陸太田市與來往常陸太田車站至馬場八幡之間所使用的電鐵Hi Card（日立電鐵交通服務）有出現競爭情況。

## 鐵路事業（退出）

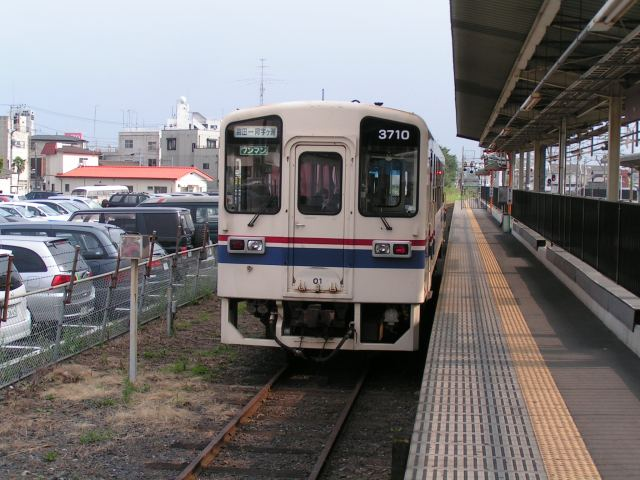
kiha3710形（2005年8月2日）

以下為曾經營運的路線，但不是被廢止就是轉讓給其他公司。
- 湊線 - 於2008年4月1日交由常陸那珂海濱鐵道接管。
- 水濱線（日语：茨城交通水浜線） - 於1966年6月1日廢止。
- 茨城線（日语：茨城交通茨城線） - 於1971年2月11日廢止。

## 註腳
1. ↑  日本 第5354689號，權利者為茨城交通
2. ↑  與位於東海村的新興住宅地「弗洛倫斯須和間」因東海村JCO臨界意外而賣不出去有很大的關係。
3. ↑  帝国データバンク 速報 的存檔，存档日期2009-07-05. - 2008年12月20日 閲覧
4. ↑  事件番号：水戸地方裁判所 平成20年（再）第6号 民事再生手続開始申立事件
5. ↑  2010年2月24日茨城新聞
6. ↑  .   [2017-07-09]. （原始内容存档于2019-12-05）.
7. ↑  .   [2017-07-09]. （原始内容存档于2019-12-03）.
8. ↑  12月14日に大洗～鉾田線開業に伴うダイヤ改正を実施します – ニュースリリース - 茨城交通 的存檔，存档日期2017-07-11.
9. ↑  グループの組織再編に関するお知らせ 的存檔，存档日期2011-06-24. - 茨城交通グループ（2010年1月29日付）
10. ↑  グループのバス事業の統合に関するお知らせPDF - 茨城交通グループ（2010年3月2日付）
11. ↑  於2004年遷移到茨城町
12. ↑  2013年4月19日茨城新聞
13. ↑  関東バスホームページ『高速バス 北関東ライナー 水戸線』
14. ↑  茨城交通ホームページ『北関東ライナー 水戸⇔宇都宮』
15. ↑  宇都宮観光コンベンション協会ホームページ『水戸・宇都宮間を結ぶ高速バス【北関東ライナー】観光・ショッピング・ビジネスに。【東北新幹線への乗継ぎ】にも便利です！』
16. ↑  宇都宮市ホームページ『公共交通に関するお知らせ 北関東ライナー運行開始』
17. ↑  茨城県企画部 調査編纂『5県連携に係る基礎調査報告書』
18. ↑  茨城県観光物産協会『観光いばらき 協会会員耳寄り情報 2009年9月16日 茨城交通・関東交通 【北関東ライナー】水戸〜宇都宮を結ぶ高速バス』
19. ↑  [高速バス 的存檔，存档日期2015-09-24. 「水戸・ひたちなか・東海・日立－仙台線」が運行開始します] （页面存档备份，存于）（茨城交通ニュースリリース 2013年7月1日）
20. ↑  [高速バス 的存檔，存档日期2015-09-24. 仙台線『二本松バスストップ』新規乗入れについて] （页面存档备份，存于）（茨城交通ニュースリリース 2014年1月17日）
21. ↑  [高速バス （页面存档备份，存于） 水戸－仙台線を赤塚駅北口まで延伸いたします] （页面存档备份，存于）（茨城交通ニュースリリース 2015年4月14日）
22. ↑  [高速バス 的存檔，存档日期2016-04-15. 水戸－仙台線を笠間まで延伸します] （页面存档备份，存于）（茨城交通ニュースリリース 2016年2月24日）
23. ↑  [高速バス 「茨城－仙台線」のバス停を変更いたします] （页面存档备份，存于）（茨城交通ニュースリリース 2017年5月10日）
24. ↑  2015年6月28日付中日新聞24面県内版
25. ↑  [高速バス 的存檔，存档日期2017-10-09. 「茨城－名古屋線開業予定のお知らせ」（茨城交通ニュースリリース 2015年6月29日）
26. ↑  [高速バス （页面存档备份，存于） 7月18日 高速路線バス 茨城－名古屋線運行開始決定のお知らせ] （页面存档备份，存于）（茨城交通ニュースリリース 2015年7月13日）
27. ↑  不過舊茨城Auto是使用引入年＋流水號而成的車輛編號。
28. ↑  路線バスにIC乗車券、茨城交通、13年にも導入。 （页面存档备份，存于） - 日経メッセ 2011年12月06日付け。
29. ↑  ICカード「いばっピ」のサービス開始時期とその内容のお知らせ （页面存档备份，存于） 茨城交通 ニュースリリース 2015年7月21日
30. ↑  ICカード乗車券の導入について 的存檔，存档日期2016-09-30. 茨城交通 ニュースリリース 2014年11月12日
31. 1 2  2016年6月23日茨城新聞
32. ↑  而在普通公共巴士，只有來往水戶車站至 大工町之間，以及水戶車站至縣廳的直通巴士的共通回数券仍然有售。
33. ↑  関鉄グリーンバス・関鉄パープルバス （页面存档备份，存于） （トップページ内に注意書き）
34. ↑  PASMO・Suicaご利用案内 （页面存档备份，存于） 関東鉄道公式サイト
35. ↑  4月20日(木)から高速バス「水戸～東京駅線」に交通系ICカード導入のお知らせPDF - 2017年4月7日 関東鉄道公式サイト
36. ↑  高速バス「水戸～東京線」交通系ICカードへの対応について （页面存档备份，存于） - 2017年4月17日 茨城交通

### 報紙
- （日語）綿引正雄. . 茨城新聞. 2010年2月24日.
- （日語）長山洋一、松本隆吾. . 茨城新聞. 2013年4月16日.
- （日語）松崎亘. . 茨城新聞. 2016年6月23日.

## 關聯公司
- 茨交縣北巴士（原為茨城交通將大子營業子公司化而成立，後於2010年2月重新合併）
- 茨城Auto（日语：茨城オート）
  - 茨交サービス （页面存档备份，存于）
- 茨交不動產
- 茨城通運（日本通運的地區通運公司）
- 茨交自動車整備
- 常陸那珂海濱鐵道

## 外部鏈結
- 茨城交通 官方網站 （页面存档备份，存于）